# Mabel Cahill
Mabel Esmonde Cahill, irska tenisačica, * 2. april 1863, Ballyragget, County Kilkenny, Irska, † 1. januar 1905, Irska.
Mabel Cahill je osvojila pet zmag na turnirju za Nacionalno prvenstvo ZDA. Dvakrat je zmagala v posamični konkurenci, v letih 1891, ko je v finalu premagala Ellen Roosevelt, in 1892, ko je v finalu premagala Elisabeth Moore. Turnir je osvojila tudi v konkurenci ženskih dvojic v letih 1891 z Emmo Leavitt-Morgan in 1892 z Adeline McKinlay ter v konkurenci mešanih dvojic leta 1892 s Clarencom Hobartom. Leta 1976 je bila posmrtno sprejeta v Mednarodni teniški hram slavnih.

## Finali Grand Slamov

### Posamično (2)

#### Zmage (2)
| Leto | Turnir                       | Nasprotnica v finalu | Rezultat finala         |
| 1891 | Nacionalno prvenstvo ZDA     | Ellen Roosevelt      | 6–4, 6–1, 4–6, 6–3      |
| 1892 | Nacionalno prvenstvo ZDA (2) | Elisabeth Moore      | 5–7, 6–3, 6–4, 4–6, 6–2 |

### Ženske dvojice (2)

#### Zmage (2)
| Leto | Turnir                       | Partnerica          | Nasprotnici v finalu             | Rezultat finala |
| 1891 | Nacionalno prvenstvo ZDA     | Emma Leavitt-Morgan | Ellen Roosevelt Grace Roosevelt  | 2–6, 8–6, 6–4   |
| 1892 | Nacionalno prvenstvo ZDA (2) | Adeline McKinlay    | Phyllis Walsh Grace Robert LeRoy | 6–1, 6–3        |

### Mešane dvojice (1)

#### Zmage (1)
| Leto | Turnir                   | Partner         | Nasprotnika v finalu          | Rezultat finala |
| 1892 | Nacionalno prvenstvo ZDA | Clarence Hobart | Elisabeth Moore Rodmond Beach | 6–1, 6–3        |